# Девет лирских песника
Девет лирских или меличких песника били су група старогрчких песника које су научници хеленистичке Александрије ценили као уметнички изразито вредне.
У Палатинској антологији се наводи да су ови песници успоставили лирску песму.
- Алкман из Спарте (7. век п. н. е.)
- Салфа са Лезбоса (око 600. п. н. е.)
- Алкеј Митиленски (око 600. п. н. е.)
- Анакреонт из Теоса (6. век п. н. е.)
- Стесихор из Метаура (7. век п. н. е.)
- Ибик из Регијума (6. век п. н. е.)
- Симонид из Кеја (6. век п. н. е.)
- Бахилид из Кеја (5. век п. н. е.)
- Пиндар од Тебе (5. век п. н. е.)

У већини грчких извора реч меликос (од мелос, „песма“) се користи за означавање ових песника, али варијанта лирикос (од лира, „лира“) постала је правилан облик и на латинском (као lyricus) и на модерним језицима. Антички научници су жанр дефинисали на основу музичке пратње, а не садржаја. Тако су искључене неке врсте поезије које би се у модерној критици уврстиле под ознаком „лирска поезија“ — наиме, елегија и јамб који су се изводили уз фруле.
Девет лирских песника традиционално се дели на оне који су првенствено компоновали хорске стихове и на оне који су компоновали монодијске стихове. Ову поделу оспоравају неки савремени научници.
Антипатар Солунски предлаже алтернативни канон девет жена песника.